# Gustav Winter
Gustav Winter (20. června 1889 Radenín – 6. září 1943 Londýn) byl sociálnědemokratický novinář a publicista.

## Život
Gustav Winter se narodil v Radeníně u Tábora jako páté ze šesti dětí v chudé rodině židovského nájemce mlýna. Po absolvování gymnázia v Praze vystudoval filosofii na Karlově univerzitě v Praze. Během studií se živil kondicemi a částečně jej podporovali i starší bratři Lev Winter a Arnošt Winter.
Stejně jako jeho bratři byl již od studií činný v sociálnědemokratické straně. Po studiích se stal redaktorem Práva lidu a v letech 1926-38 byl jeho zpravodajem v Paříži. Od roku 1939 byl činný v československém zahraničním odboji ve Francii a ve Velké Británii. Zahynul po delší nemoci v roce 1943 v Londýně.
Byl uznávaným znalcem francouzské a španělské politické a kulturní scény. Překládal z francouzštiny, angličtiny a němčiny; do francouzštiny přeložil některá díla Karla Čapka. Jeho zkušenosti z novinářské práce jsou patrné i z jeho knih. Za svou Knihu o Francii obdržel státní cenu za rok 1931.

## Spisy
- Státníci dnešní Francie, Praha : Orbis, 1927
- Kniha o Francii, Praha : Aventinum, 1930
- Don Quijote na rozcestí, Praha : Sfinx, 1935
- Oč jde ve Španělsku, Praha : Svaz národního osvobození, 1937
- To není konec Francie, Londýn : nákladem týdeníku Čechoslovák, 1941